# Iveco 330
L’Iveco 330 est un véhicule lourd, camion porteur et tracteur de semi-remorques, fabriqué par le constructeur italien Iveco à partir de 1979. 
Il est directement dérivé et remplace la précédente gamme de véhicules de chantier Fiat 300. Il inaugure une nouvelle cabine unifiée dite "T-Range" du groupe Iveco et peut disposer d'une version courte. Son châssis est apte à supporter les charges légales du PTR italien de 56 tonnes et dans les pays acceptant ces charges peu communes. En transport exceptionnel, il est homologué pour des charges de 72 tonnes. Rappel, en France ce véhicule était limité et le serait encore actuellement à 26 tonnes !!
Ce sera le premier camion de chantier d'Europe à disposer d'un moteur 8 cylindres de 17 174 cm3 développant 352 ch puis 380 et même 420 ch, avec un couple maximal à seulement 900 tr/min. 
Ce véhicule de chantier haut de gamme couvre la tranche lourde de transport de 33 à 72 tonnes.
Comme pour le Fiat 300, une version à 4 essieux sera proposée par le spécialiste Girelli ; cette version était homologuée en Italie pour un PTR de 48 tonnes.

## L'IVECO 330 en synthèse
Le marché des véhicules de chantier a toujours été très particulier en Italie. Compte tenu du code de la route qui permet à ces véhicules de circuler avec 33 tonnes sur 3 essieux en 6x4, et à 40 tonnes en 8x4 avec deux gyrophares sur le toit de la cabine lorsqu'il est en charge. Les Iveco 330, comme la série précédente Fiat 300 ont été des véhicules très facilement adaptables, en benne ou en malaxeurs de 9/10 m3 avec systématiquement une pompe à béton sur le camion. La version tracteur pouvait atteler une semi malaxeur de 15 m3.
Doté du fameux moteur 8 cylindres en V Fiat 8280 de 17 174 cm3 de cylindrée, il disposait d'un couple maximum de 1 700 N m à seulement 900 tr/min.  
Conçu pour répondre aux exigences de toutes les missions extrêmes, même en tout-terrain, pour des charges de 33 à 72 tonnes, ce camion s'est taillé une formidable réputation de robustesse et de fiabilité. Nombreux sont les camions qui ont dépassé les 2 millions de kilomètres.
La calandre reprend le “family feeling” de la gamme routière Iveco avec les versions TurboStar de la gamme long trajets. Il améliore encore le confort de la cabine du groupe Fiat, profonde, carrée, lumineuse, très spacieuse et dotée de la climatisation.

Décliné en porteur et tracteur uniquement en version 6x4, 6x6 et 8x4, il restera plus de 12 ans avant d'être remplacé par l'IVECO EuroTrakker.
Il servira aussi de véhicule adapté par le spécialiste italien SIVI pour transports exceptionnels.

## Les différentes versions

### Sous les marquesFIAT-OM-UNIC-Magirus
- 330F26
- 330F35
- 330F35T cabine longue
- 330F26 Hydrotrans
- 330F35 Hydrotrans
- 330F35T Hydrotrans cabine longue

### Sous la marqueIVECO
- 330-26 - réservé aux marchés allemand, belge et français
- 330-35
- 330-35T
- 330-35 6x6
- 330-26 Hydrotrans (réservé aux marchés allemand et français)
- 330-35 Hydrotrans
- 330-35T Hydrotrans
- 330-30 Turbo (1985-93) réservé aux marchés allemand et français
- 330-30 Turbo 6x6 réservé aux marchés allemand et français
- 330-30 Turbo 8x4 réservé aux marchés allemand, belge et néerlandais
- 330-30 Turbo 8x4 largeur 2,30 m (réservé au marché suisse)
- 330-30 H Turbo 6x4 & 8x4 - moteur Magirus-Deutz réservé au marché allemand
- 330-35
- 330-35T
- 330-26P - réservé aux marchés allemand et français
- 330-36 Turbo (1989-93)
- 330-36 Turbo 6x6 (1989-93)
- 330-36T Turbo
- 330-42 Turbo
- 330-42T Turbo
- 330-48

Comme ce fut le cas pour le Fiat 300, l'Iveco 330 sera transformé pour les transports exceptionnels par SIVI qui équipera le véhicule d'un moteur de 480 ch en version 6x4, 6x6 et 8x4 pouvant transporter jusqu'à 240 tonnes.